# Wayne Horvitz
Wayne Horvitz (New York, 1 september 1955) is een Amerikaanse jazztoetsenist, componist, producent en orkestleider.

## Biografie
Horvitz had als kind piano- en fluitonderricht. Hij studeerde aan de University of California, Santa Cruz en trad al tijdens deze periode op met eigen bands. Terug in New York bewoog hij zich binnen het downtown-circuit. Hij werkt en woont samen met zijn echtgenote, de pianiste en zangeres Robin Holcomb, sinds midden jaren 1990 in Seattle. Zijn broer Bill Horvitz (1947-2017) was eveneens muzikant.
Naast talrijke eigen muziekprojecten sinds eind jaren 1970 is Horvitz bekend bij een groter publiek vooral door zijn deelname aan projecten van John Zorn en de band Naked City. Hij heeft samengewerkt met veel experimentele muzikanten, in het bijzonder op het gebied van eigentijdse klassieke muziek en jazz. Hij is betrokken bij talrijke geluidsdragers van John Zorn, maar ook van Marty Ehrlich, Robin Holcomb, Eugene Chadbourne, Bill Frisell, Tenko, Jon Rose, Zeena Parkins en David Moss. Hij werkte bovendien mee aan opnamen van Peter Apfelbaum, Jerry Granelli, Karen Pernick en Michael Shrieve.
Voor hun gezamenlijke album Nine Below Zero kregen Butch Morris, Bobby Previte en hijzelf in 1987 de Preis der Deutschen Schallplattenkritik.

## Discografie

### Als orkestleider
- 1979: No Place Fast, Parachute
- 1981: Simple Facts, Theatre For Your Mother
- 1985: Dinner at Eight, Dossier
- 1985: This New Generation, Elektra/Musician
- 1997: Monologue, Cavity Search
- 2003: Film Works, Avant
- 2015: Some Places Are Forever Afternoon, Songlines
- 2018: The Snowghost Sessions, Songlines, (& Geoff Harper, Eric Eagle)

Wayne Horvitz, 4+1 Ensemble (& Reggie Watts, Eyvind Kang, Julian Priester, Tucker Martine)
- 1998: 4+1 Ensemble, Intuition
- 2001: From a Window, Avant

Wayne Horvitz, Gravitas Quartet  (& Ron Miles, Peggy Lee, Sara Schoenbeck)
- 2006: Way Out East, Songlines

Wayne Horvitz, Sweeter Than the Day (& Timothy Young, Keith Lowe, Andy Roth)
- 2000: Forever (ook uitgebracht onder de cd-titel American Bandstand), Songlines
- 2002: Sweeter Than the Day, Songlines
- 2005: Live at the Rendezvous, Liquid City
- 2008: Walk in the Dark

Pigpen (Wayne Horvitz, Briggan Krauss…)
- 1993: Halfrack, Tim Kerr
- 1995: Miss Ann, Tim Kerr
- 1996: Live in Poland, Cavity Search
- 1997: Daylight, Tim Kerr
- 1997: V as in Victim, Avant

The President (Wayne Horvitz, Bobby Previte, Dave Sewelson, Kevin Cosgrove, Joe Gallant / Stew Cutler, Doug Wieselman, Dave Hofstra)
- 1987: The President, Dossier
- 1991: Bring Yr Camera, Elektra/Musician
- 1992: Miracle Mile, Elektra/Musician

Zony Mash (Wayne Horvitz, Timothy Young, Fred Chalenor / Keith Lowe, Andy Roth)
- 1997: Cold Spell, Knitting Factory
- 1998: Brand Spankin' New, Knitting Factory
- 2000: Upper Egypt, Knitting Factory
- 2002: Live in Seattle, Liquid City

### Als co-leider
Wayne Horvitz, Butch Morris, William Parker Trio
- 1982: Some Order, Long Understood, Black Saint

Wayne Horvitz, Butch Morris, Bobby Previte Trio 
- 1987: Nine Below Zero, Sound Aspects
- 1988: Todos Santo, Sound Aspects

 Wayne Horvitz / Ron Samworth/ Peggy Lee/ Dylan van der Schyff
- 2005: Intersection Poems, Spool

Mylab (Tucker Martine, Wayne Horvitz…)
- 2004: Mylab, Sony BMG

New York Composers' Orchestra (Wayne Horvitz, Herb Robertson, Steven Bernstein, Marty Ehrlich, Ray Anderson, Robin Holcomb, …)
- 1990: NY Composers Orchestra, New World
- 1992: First Program in Standard Time, New World

Ponga (Wayne Horvitz, Dave Palmer, Bobby Previte, Skerik) 
- 1998: Ponga, Loosegroove
- 2000: Psychological, P-vine

The Sonny Clark Memorial Quartet (John Zorn, Wayne Horvitz, Ray Drummond, Bobby Previte)
- 1985: Voodoo, Blacksaint

John Zorn, Elliott Sharp, Bobby Previte, Wayne Horvitz
- 1998: Downtown Lullaby, Depth of Field

### Als componist
- 2001: Seattle Chamber Players - Otis Spann and Other Compositions
- 2006: Koehne Quartet - Whispers, Hymns and a Murmur, Tzadik